# Herman Frank

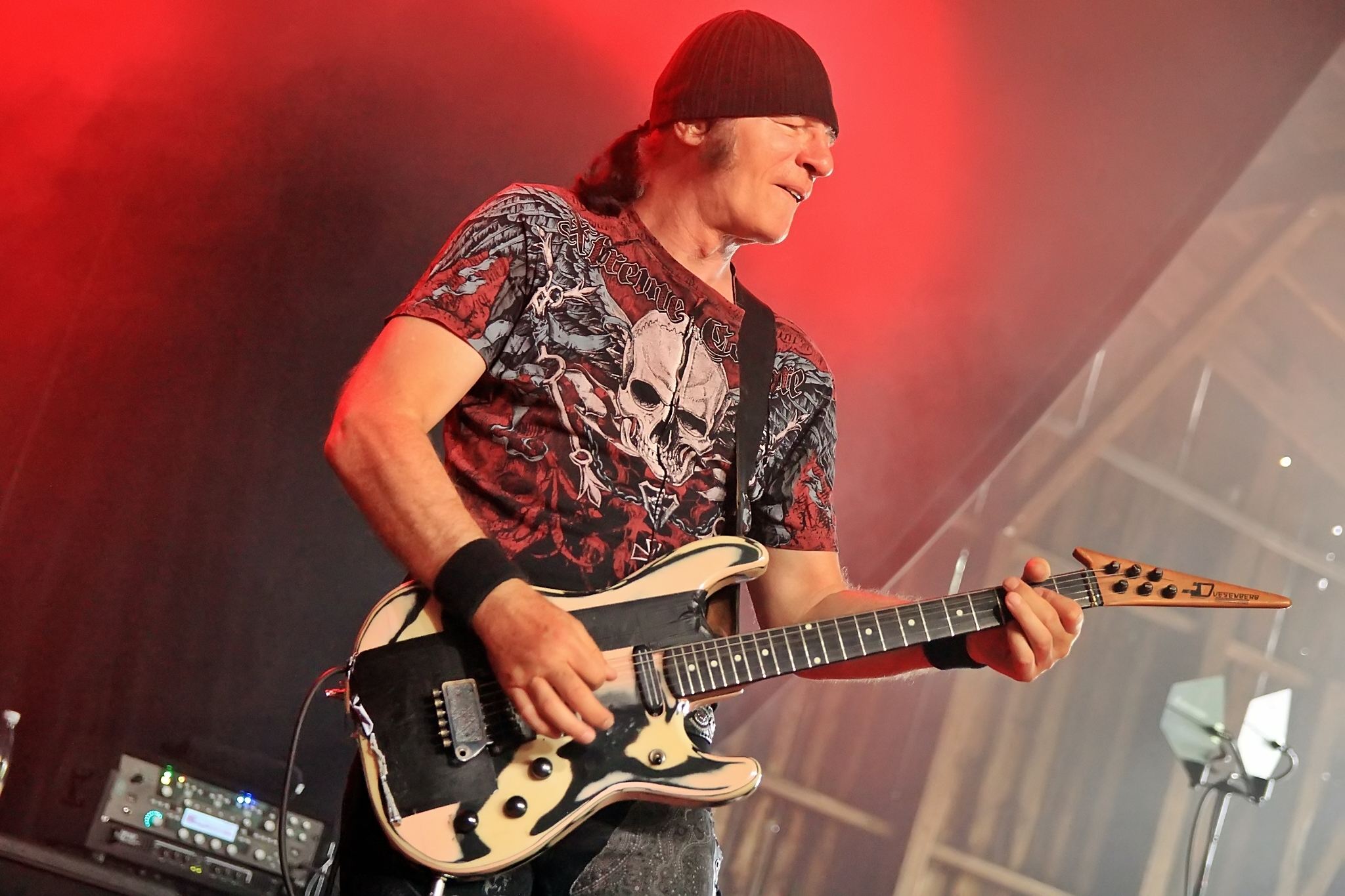
Herman Frank mit VICTORY bei einem Festival in Pyras 2023.

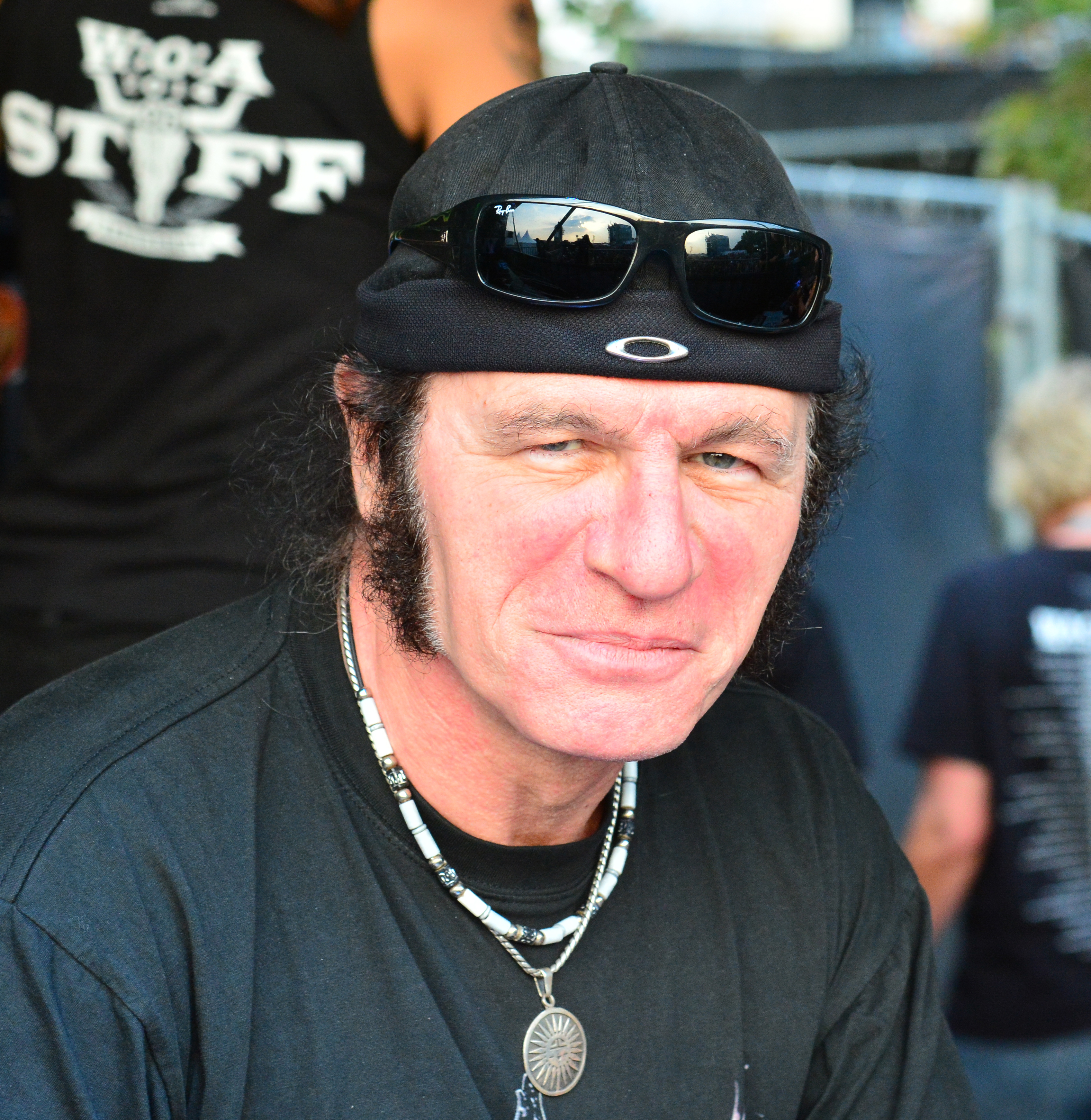
Herman Frank beim Wacken Open Air 2014

Herman Frank (* 1959 in Erlangen) ist ein deutscher Hardrock- und Heavy-Metal-Gitarrist sowie Musikproduzent.

## Werdegang
Erste Bekanntheit erlangte Frank als Mitglied der Heavy-Metal-Band Accept, bei der er im Jahr 1982 den temporären Gitarristen Jan Koemmet ersetzte. Frank stieß kurz vor der Veröffentlichung von Restless and Wild zu der Band, verließ diese aber schon nach dem Folgealbum Balls to the Wall. 1983 gründete er zudem eine eigene Band namens Hazzard, die noch im gleichen Jahr ein selbstbetiteltes Album herausbrachte. Wohl weil der Erfolg hier weitgehend ausblieb, stieg Frank im Jahr 1985 für einige Zeit bei Sinner ein, wo er als zweiter Gitarrist an dem Album Touch of Sin beteiligt war.
Seinen Durchbruch erlebte er aber erst mit der Band Victory. Von 1986 an spielte Frank insgesamt neun Studio- und drei Livealben mit den Hannoveranern ein und prägte den Sound der Band bis zu ihrer ersten Auflösung im Jahr 1993 ganz wesentlich mit. An der ersten Reunion drei Jahre später war er aber nicht beteiligt. Stattdessen versuchte er sich mit Moon’Doc erneut an einer eigenen Band und veröffentlichte von 1995 bis 2000 drei Alben unter diesem Namen. Im Jahr 2002 reformierte sich Victory ein weiteres Mal und nun war auch Frank als treibende Kraft wieder dabei. Zusammen mit Tommy Newton schrieb und produzierte er die Alben Instinct (2003), Fuel to the Fire (2006) und Don’t Talk Science (2011), bevor sich die Band schließlich zu ihrer endgültig gedachten Auflösung entschied. Diese hielt jedoch nicht lange an, denn 2013 vereinigten sie sich wieder auf Herman Franks Betreiben hin und veröffentlichten 2016 die Doppel Live-CD Two Years and a few Beers Later. Darauf folgten die Studio-Alben Gods of Tomorrow (2021) und Circle of Life (2024).
Auch für Accept wurde Frank wieder tätig. Er beteiligte sich sowohl an der Wiedervereinigung im Sommer 2005 als auch am Neustart der Band mit Mark Tornillo und nahm mit ihr die Alben Blood of the Nations (2010) und Stalingrad (2012) auf. Im Jahr 2009 erschien zudem sein erstes von fünf reinen Soloalbum namens Loyal to None, das mit Jioti Parcharidis (Victory) als Sänger, Peter Pichl (Running Wild) am Bass und Stefan Schwarzmann (Accept) am Schlagzeug eingespielt wurde. Für den Nachfolger Right in the Guts (2012) verpflichtete er neben Pichl dann den Sänger Rick Altzi (At Vance), den Gitarristen Christos Mamalitsidis (Nikki Puppet) und den Schlagzeuger Michael Wolpers (Treibhaus). In dieser Besetzung erschienen daraufhin noch The Devil Rides Out (2016), Fight the Fear (2019) und Two for a Lie (2021).
Herman Frank war des Weiteren an Bandgründung und Debütalbum der Band Pänzer (ursprüngl. The German Panzer) Send them All to Hell (2014) mit Sänger und Bassist Marcel „Schmier“ Schirmer (Destruction), sowie auch Iron Allies Blood in Blood out (2022) mit David Reece (Accept) beteiligt.
Frank arbeitete in seiner Karriere auch immer wieder als Produzent und Mixer, so etwa für Jamie Clarke’s Perfect, Crown of Creation, Die leeren Versprechungen, Die Michels, Mind Odyssey, Justire, Holy Mother, Saxon, Messiah’s Kiss, Missing Link, Paranoize, Silent Decay, Schierling, Tank Buster Jack, Franky, Inquiring Blood, Nikki Puppet, Hate Squad, Magistarium, Rose Tattoo, Molly Hatchet und Poison Sun.

## Diskografie
| Herman Frank - 2009 – Loyal to None - 2012 – Right in the Guts - 2016 – The Devil Rides Out - 2019 – Fight the Fear - 2021 – Two for a Lie Accept - 1983 – Balls to the Wall - 2010 – Blood of the Nations - 2012 – Stalingrad - 2014 – Blind Rage Hazzard - 1983 – Hazzard Sinner - 1985 – Touch of Sin | Victory - 1986 – Don’t Get Mad… Get Even - 1987 – Hungry Hearts - 1988 – That’s Live - 1989 – Culture Killed The Native - 1990 – Temples of Gold - 1992 – You Bought It - You Name It - 1993 – Liveline - 2003 – Instinct - 2006 – Fuel to the Fire - 2011 – Don’t Talk Science - 2016 – Two Years and a Few Beers Later - 2021 – Gods of tomorrow - 2024 – Circle of Life | Moon’Doc - 1995 – Moon’Doc - 1996 – Get Mooned - 2000 – Realm of Legends Saeko - 2004 – Above Heaven, Below Heaven - 2006 – Life Thomsen - 2009 – Let’s Get Ruthless Poison Sun - 2010 – Virtual Sin Pänzer (The German Panzer) - 2014 – Send them All to Hell Iron Allies - 2022 – Blood in Blood out |